# 翟营乡
翟营乡，是中华人民共和国河北省石家庄市行唐县下辖的一个乡镇级行政单位。

## 行政区划
翟营乡下辖以下地区：
南翟营村、北翟营村、吴慈沟村、岗头村、宋营村、东寺村、西石庄村、南石庄村、北石庄村、东石庄村、益河村、南王庄村、下闫庄村、翟家庄村、沟北村、岸下村、信庄村、冻庄村、名布村、康庄村、南霍营村、南郄凹村、北郄凹村、掌头村、小辛庄村、上龙门村、中龙门村、下龙门村和任家庄村。